# (39466) 1978 RX6
1978 أر أكس 6 (ويعرف أيضًا باسم (39466) 1978 أر أكس 6 وفق تسمية الكوكب الصغير) (بالإنجليزية: 1978 RX6)‏ هو كويكب ضمن حزام الكويكبات؛ وترتيبه 39466 من حيث الاكتشاف.
اكتُشف هذا الجُرم الفلكي بواسطة Claes-Ingvar Lagerkvist ‏ في 2 سبتمبر 1978.

## وصلات خارجية
- (39466) 1978 RX6 في قاعدة بيانات مختبر الدفع النفاث لأجرام النظام الشمسي الصغيرة

- الاكتشاف · مخطط المدار ·  العناصر المدارية · المعلمات المادية

- (39466) 1978 RX6 على موقع ويكي سكاي: DSS2, SDSS, GALEX, IRAS, Hydrogen α, X-Ray, Astrophoto, Sky Map, Articles and images